# По пътеките на севера
„По пътеките на севера“ (на японски: 奥の細道, първоначално на японски: おくのほそ道) е най-известното произведение на японския поет Мацуо Башо и основно произведение в жанра хайбун; считано е за един от ключовите текстове на японската литература от периода Едо. Първото издание е публикувано посмъртно през 1702 г.
Текстът е написан под формата на пътнически дневник в проза и стихове и е писан, докато Башо прави епично и опасно пътуване пеша през Япония в края на XVII век. Както поетичното произведение се превръща в основополагащо само по себе си, така и пътуванията на поета, описани в текста, вдъхновяват много хора да последват стъпките му и да проследят пътя му сами. Текстът е повлиян и от произведенията на поета Ду Фу, от когото Башо се е възхищавал дълбоко.
Писателят Кенджи Миядзава веднъж казва за „Пътеките на севера“, че сякаш са написани от „самата душа на Япония“.

## История
„По пътеките на севера“ е написан въз основа на пътуване, предприето от Башо в късната пролет на 1689 г. Той и неговият спътник Кавай Сора (на японски: 河合曾良) заминават от Едо (дн. Токио) за северния вътрешен регион на Япония, известен като Оку, водени най-вече от желание да видят местата, за които са писали старите поети в опит Башо да „обнови собственото си изкуство“. По-конкретно, Башо подражава на Сайгьо, когото счита за най-великия поет в жанра вака, и се старае да посети всички места, споменати в стихове на Сайгьо. Пътуването в онези дни е много опасно, но Башо е отдаден на един вид поетичен идеал за скитане. Той пътува общо около 156 дни, изминавайки почти 2400 km, предимно пеша.
Този поетичен дневник е написан във форма, известна като хайбун, комбинация от проза и хайку. Текстът съдържа много препратки към Конфуций, Сайгьо, Ду Фу, древна китайска поезия и дори „Приказката за Хейке“. Той успява да постигне деликатен баланс между всички елементи, за да създаде въздействащ разказ за периода. Башо пресъздава ярко уникалната поетична същност на всяка спирка в своите пътувания. Спирките по време на пътуването му включват храмът на Токугава в Нико, Ширакава, островите Мацушима, Хирайзуми, Саката, Кисаката и Ечу. Той и Сора се разделят при онсен Яманака, а в Огаки Башо се среща за кратко с няколко от другите си ученици, преди да продължи към храма Исе и да завърши пътуването си.
След края на пътешествието си Башо прекарва пет години в работа и редактиране на текстовете на „По пътеките на севера“, преди да го публикува. Въз основа на разликите между черновите на творбата, дневника на Сора и окончателната версия, става ясно, че Башо е допуснал редица артистични свободи в писането.

## В България
В България „По пътеките на севера“ е издаден в превод на Братислав Иванов от старояпонски през 2020 г., изд. „Изток-Запад“, София. ISBN 978-619-01-0603-6.